# 川崎警察署
川崎警察署（かわさきけいさつしょ）は、神奈川県川崎市川崎区日進町にある、神奈川県警察か管轄する警察署。

## 概要
川崎市警察部隷下、第三方面を代表する神奈川県下有数の大規模警察署である。識別章所属表示はSA。
管轄範囲は川崎区のうち西側半分と狭いものの、古くから東海道の宿場町・川崎宿として栄えてきた川崎駅周辺は街頭犯罪、風俗事犯、外国人・組織犯罪関連事犯等の重要犯罪の発生が多発する地域であるほか、駅周辺では街頭宣伝活動が多いため、刑事部門・警備部門共に体制強化が計られている。そのため署長には現場経験豊富な警視正が就く。
管内には指定暴力団稲川会傘下の複数の組事務所が点在する。
管轄区域北側は多摩川を挟んで警視庁蒲田警察署の管轄と隣接しており、しばしば警視庁と相互の緊急配備や事件手配が行われ、その訓練も行われている。また、箱根駅伝警備や川崎大師初詣警備、川崎山王祭警備等、各種雑踏警備が多く、署内には警備部直轄警察隊（管区機動隊）も配備されている。
当署は県下で数少ない、自動車運転免許証更新時に即日交付を受けることが可能な警察署である。
管轄内はJR川崎駅・京急川崎駅周辺の犯罪多発地域であり、110番受理件数も多く、所属警察官は300名以上に及ぶ。当署に属する川崎駅前交番の取扱い件数は県下でも屈指である（川崎駅周辺は警察本部の歓楽街総合対策重点取締特別指定地区である）。
平成21年、街頭犯罪抑止対策のため、県下の警察署で初めて街頭防犯カメラシステムが導入された。これは各種犯罪を捉えた映像が直接警察署へ送信される仕組みである。現在では川崎駅周辺の繁華街を中心に計50台の防犯カメラが運用されている。

## 所在地
- 川崎市川崎区日進町25番地1[1]
  - 最寄駅：京急本線 八丁畷駅

以前の庁舎は南町の国道15号沿いにあったが、老朽化、狭隘化となり、2003年より現所在地へ新築・移転した。

## 管轄区域
- 川崎市川崎区のうち
  - 伊勢町
  - 藤崎1丁目 - 4丁目
  - 川中島1丁目・2丁目
  - 大師駅前1丁目・大師駅前2丁目
  - 大師本町
  - 大師町
  - 大師公園
  - 東門前1丁目 - 3丁目
  - 中瀬1丁目 - 3丁目
  - 小田1丁目 - 6丁目
  - 小田栄1丁目
  - 浅田1丁目 - 4丁目
  - 砂子1丁目・2丁目
  - 本町1丁目・2丁目
  - 堀之内町
  - 宮本町
  - 宮前町
  - 榎町
  - 東田町
  - 新川通
  - 貝塚1丁目・2丁目
  - 南町
  - 小川町
  - 日進町
  - 駅前本町
  - 下並木
  - 池田1丁目・2丁目
  - 元木1丁目・2丁目
  - 堤根
  - 境町
  - 富士見1丁目・富士見2丁目
  - 旭町1丁目・2丁目
  - 鈴木町
  - 港町
  - 中島1丁目 - 3丁目
  - 大島上町
  - 鋼管通1丁目（1番及び2番に限る。）
  - 追分町
  - 大島1丁目 - 5丁目
  - 渡田1丁目 - ４丁目
  - 渡田新町1丁目 - 3丁目
  - 渡田向町
  - 渡田東町
  - 渡田山王町
  - 京町1丁目 - 3丁目
  - 管轄面積：8.46km²

## 沿革
- 1877年2月1日 横浜堺町警察署川崎分署を開設[1]。
- 1884年 神奈川警察署川崎分署に改称。
- 1887年 橘樹郡警察署川崎分署に改称。
- 1906年11月1日 川崎警察署に昇格。
- 1935年1月9日 市内の赤痢患者拡大（川崎市の赤痢 (1935年)）に伴い防疫本部設置[2]。
- 1948年3月7日 旧警察法の公布に伴い、自治体警察として川崎市警察が発足。川崎市川崎警察署となる。
- 1954年7月1日 警察法の改正に伴い、神奈川県川崎警察署となる。
- 2003年4月1日 老朽化により現在地に移転（旧庁舎は新川橋交差点にあり、現在は南町交番、ハローワーク川崎が存在。）。

## 組織
- 署長（警視正）
- 副署長（警視）
- 地域担当次長（警視）
- 会計担当次長（警視相当職）
- 生活安全担当次長（警視）
- 刑事担当次長（警視）
- 警備担当次長（警視）
- 警務課 - 警務係、住民相談係
- 留置管理課（平成28年度新設） - 管理係
- 会計課 - 会計係
- 生活安全第一課 - 防犯少年係
- 生活安全第二課 - 経済係、保安係
- 地域第一課 - 地域企画係、地域係
- 地域第二課 - 地域係
- 地域第三課 - 地域係

（警ら用無線自動車4台、小型警ら車2台）
- 刑事第一課 - 刑事総務係、強行犯係、盗犯係、鑑識係
- 刑事第二課 - 知能犯係、暴力犯係、薬物銃器対策係、国際犯係
- 交通課 - 交通総務係、交通捜査係、交通指導係
- 警備課 - 公安係、外事係、警備実施係、直轄警察隊

（12課体制）

## 交番
- 京町通交番 - 小田一丁目1-3
  - 池田一丁目〜二丁目・小田一丁目・京町一丁目〜二丁目・渡田山王町
- 渡田交番 - 渡田向町29-1
  - 貝塚二丁目・渡田一丁目〜四丁目・渡田向町・渡田東町・渡田新町一丁目〜三丁目
- 小田交番 - 小田三丁目8-1
  - 小田2丁目〜三丁目・五丁目・小田栄一丁目
- 浅田交番 - 浅田二丁目11-30
  - 浅田一丁目〜四丁目・小田四丁目・六丁目・京町三丁目
- 大島町交番 - 追分町1-21
  - 追分町・大島一丁目〜四丁目・大島上町・鋼管通一丁目（1番・2番に限る）
- 大師駅前交番 - 大師駅前一丁目18-2
  - 川中島一丁目〜二丁目・鈴木町・大師公園・大師町・大師本町・大師駅前一丁目〜二丁目・中瀬一丁目〜三丁目・東門前一丁目〜三丁目
- 藤崎交番 - 大島五丁目14-12
  - 大島五丁目・藤崎一丁目〜四丁目
- 中島町交番 - 中島一丁目11-15
  - 旭町二丁目・伊勢町・中島一丁目〜三丁目・港町
- 富士見公園交番 - 富士見二丁目1-2（2022年9月下旬に隣接する交番と統合し廃止[4]）
  - 旭町一丁目・榎町・境町・富士見一丁目〜二丁目・宮前町
- 南町交番 - 南町17（旧川崎警察署跡地）
  - 貝塚一丁目・下並木・新川通・堤根・東田町・南町・元木一丁目〜二丁目・日進町（1番地・59番地16を除く）
- 川崎駅前交番 - 駅前本町26-2
  - 砂子一丁目〜二丁目・駅前本町・小川町・堀之内町・本町一丁目〜二丁目・宮本町・日進町（1番地・59番地16に限る）

## 連絡所
- 稲毛通連絡所（以前は稲毛通交番であった。）

## 自動車ナンバー自動読取装置（Nシステム）
- 川崎区南町（国道15号）
- 川崎区堀之内町（国道15号）
- 川崎区東田町（国道15号）
- 川崎区日進町（国道15号）
- 川崎区榎町（国道132号）
- 川崎区本町2丁目（国道409号）
- 川崎区浅田（県道6号）
- 川崎区宮本町（県道9号）
- 川崎区南町（県道140号）
- 川崎区元木2丁目（一般市道）
- 川崎区浅田2丁目（一般市道）

## 過去の重大事件・事故
- 川崎武装メーデー事件
- 川崎市女子職員内ゲバ殺人事件
- 川崎市中1男子生徒殺害事件
- 川崎市簡易宿泊所火災